# ハサン地区

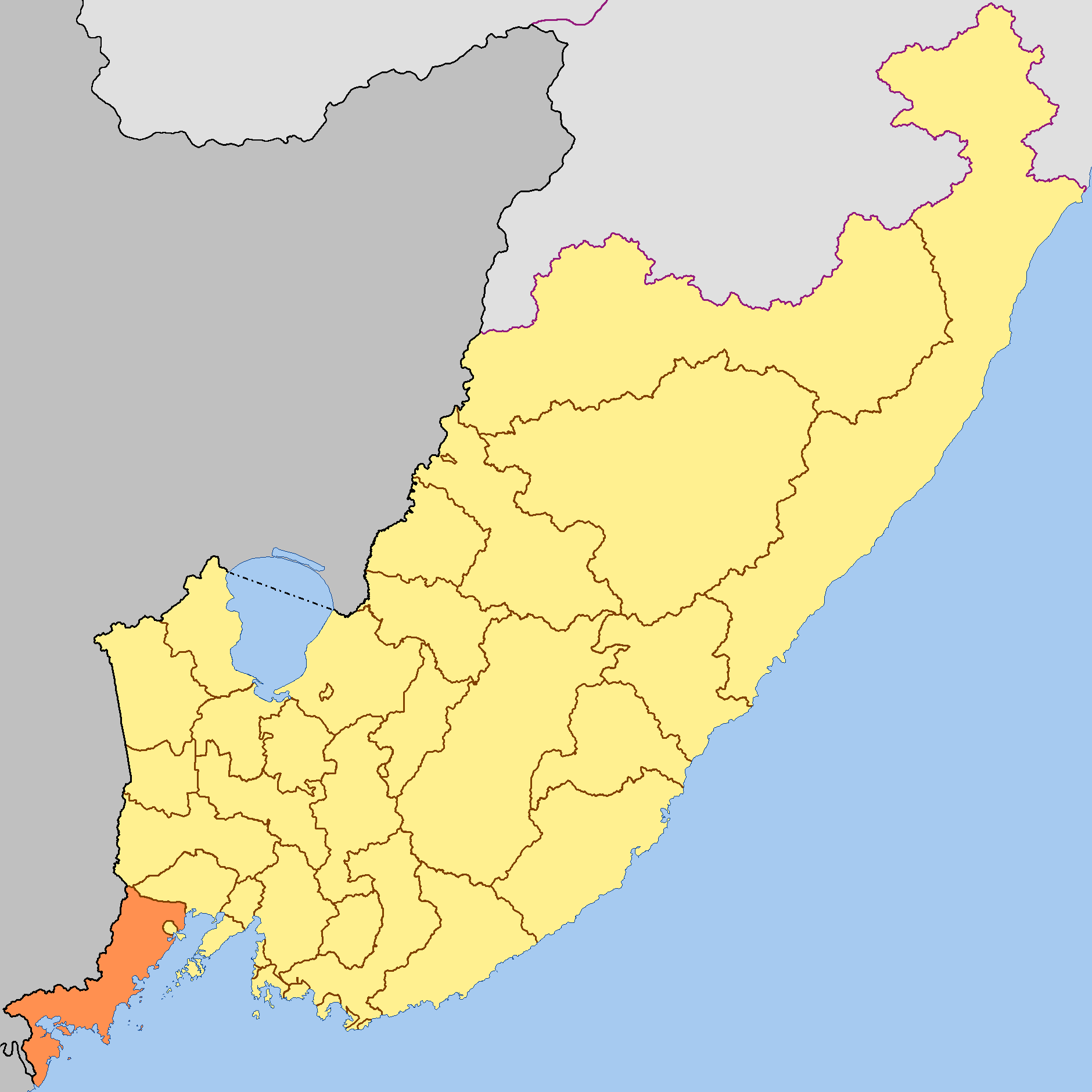
ハサン地区と沿海地方

ハサン地区あるいはハサンスキー地区（－ちく、ロシア語: Хаса́нский райо́н）はロシア連邦沿海地方南西部の地区（ラヨン）。中華人民共和国と朝鮮民主主義人民共和国に接する。領域は図們江とピョートル大帝湾に挟まる。行政中心は都市型集落スラヴャンカ。人口：35,541人（2010年国勢調査）；37,459人（2002年国勢調査）；43,709人（1989国勢調査）。
地区のかなりの部分が自然保護区となっている。
希少金属と建設用砂の資源があり、陶石が磁器の原料となる。
漁業と船の修理が地区の主な産業。海中養殖の開発、医学衛生の基地施設の創立と高クラスの観光開発が計画されている。農業は毛皮養殖に特化する。
ポシェト湾には、ポシェト、ザルビノなどいくつか港があり、中国や北朝鮮と結ばれる。ハサンの町がハサン湖付近にあり、ロシアと北朝鮮の間の国境を有する。